# Saudi-OSCAR 50
Saudi-OSCAR 50 (SaudiSat 1C) — экспериментальный космический аппарат, Cross Band VHF/UHF аналоговый одноканальный ретранслятор.
Спроектирован и построен Институтом космических исследований при Научно-техническом центре имени короля Абдул-Азиза ибн Абдуррахман Аль Сауда в Эр-Рияде, Саудовская Аравия.

## Задачи аппарата
УКВ ретранслятор радиолюбительской службы. 
Полудуплексная связь.

## Конструкция
Малогабаритный спутник на платформе CubeSat 1U. 
Электропитание обеспечивается солнечными батареями, расположенными вдоль корпуса. Ориентация на Землю осуществляется по магнитному полю с помощью электромагнитов.

## Параметры ретранслятора
Класс излучения: F3E.
Вид модуляции: V/U (J) NFM. 
Uplink: 145.850 MHz, subtone CTCSS 74.4 Hz — активация 10min таймера (передача 2sec); 145.850 MHz, subtone CTCSS 67.0 Hz — радиообмен.
Downlink: 436.795 MHz, non-subtone. 
Чувствительность приемного тракта: -124dBm (0,14μV). 
Полоса пропускания фильтра ПЧ приемника: 15KHz.
Девиация частоты передатчика: 6.25KHz. 
Приемная антенна: вертикальная, 1/4λ, 510mm, противовес — корпус КА.
Передающая антенна: 1/4λ, 170mm, установлена под углом 45° по отношению к плоскости КА, противовес — корпус КА.   

## Специфика приема
Эффект Доплера вследствие высокой радиальной скорости спутника.
AOS +10...0KHz (436.805...436.795MHz)
LOS 0...-10KHz (436.795....436.785MHz)